# Dibrowa (rejon fastowski)
Dibrowa (ukr. Діброва) – wieś na Ukrainie, w obwodzie kijowskim, w rejonie fastowskim, w hromadzie Kałyniwka. W 2001 liczyła 407 mieszkańców.